# Cageur
Cageur is een bestuurslaag in het regentschap Kuningan van de provincie West-Java, Indonesië. Cageur telt 1442 inwoners (volkstelling 2010).